# جامعة شانشي
جامعة شانشي (في اللغة الصينية المبسطة: 山西大学; في اللغة الصينية التقليدية: 山西大學; في لغة بينيين: Shānxī Dàxué, SXU) هي جامعة عامة تقع في مدينة تاييوان، مقاطعة شانشي، الصين.

## تاريخ

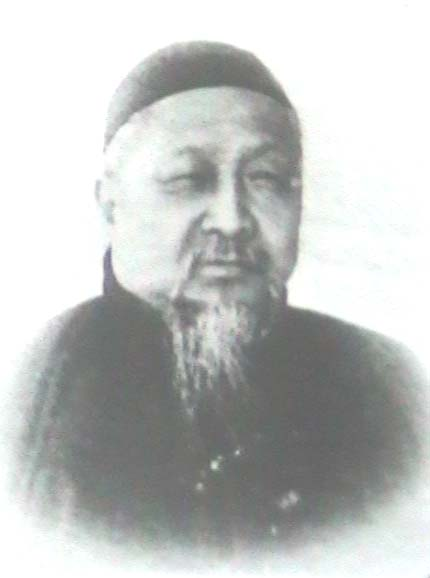
سن جونكسوان

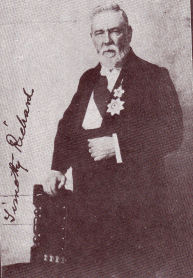
تيموثي ريتشارد

### أوائل عام 1900
كانت جامعة شانشي الإمبراطورية (في اللغة الصينية: 山西 大 学堂) هي سلف جامعة شانشي الحالية. تم إعداد جامعة شانشي الامبراطورية في عام 1901 من قبل سن جونكسوان، حاكم شانشي آنذاك، وفي 8 مايو 1902، أضافت جامعة شانشي الملكية رسميًا كلية الدراسات الغربية، التي كان يرأسها المبشر الويلزي المعمداني تيموثي ريتشارد، مع التركيز على تدريس التقنيات الغربية. تم الاعتراف عام 1902 باعتباره العام التأسيسي الرسمي لجامعة شانشي. إضافة لتمويل الحكومة الصينية، كان أحد مصادر التمويل المبكرة لجامعة شانشي هي الأموال المرتجعة من الحكومة البريطانية لتعويض مذبحة تاي يوان بعد بروتوكول بوكسر، والذي تم استخدامه لدعم كلية الدراسات الغربية.
إضافة إلى جانب جامعتين رائدات معاصرتين أخريين بدأتا تدريس التقنيات الغربية في الصين: وهما كلا من مدرسة متروبوليتان الكبرى (سلف جامعة بكين) ومدرسة نورثرن جراند (سلف جامعة تيانجين)، افتتحت الجامعات الثلاث معًا حقبة جديدة من التعليم العالي الصيني الحديث.
في عام 1912، بعد ثورة شينهاي، تم تغيير اسم جامعة شانشي الإمبراطورية إلى «جامعة شانشي الوطنية». وسميت «جامعة شانشي» في عام 1931. في عام 1937، بسبب حرب المقاومة ضد اليابان، والتي كانت جزءًا من الحرب العالمية الثانية، تم نقل جامعة شانشي بعيدًا عن تاي يوان. حيث تم نقل كلية الحقوق إلى بينغياو، وتم نقل كلية الفنون الحرة إلى يونتشنغ، وتم نقل قسم الهندسة والفيزياء، ومكتب الرئيس إلى لينفن. في وقت لاحق، لم يحتل الجيش الياباني تاي يوان فحسب، بل احتل بينغياو ويونتشنغ ولينفن أيضًا. وهكذا توقفت جامعة شانشي عن التدريس حتى عام 1938 وأعيد بناؤها في سانيوان، شنشي في عام 1938، وبعد ذلك تم نقلها مرة أخرى إلى ييتشوان. في عام 1943، بسبب وباء التيفوس في ييتشوان، تم نقل الجامعة مرة أخرى إلى مدينة شانشي، والتي كانت العاصمة المؤقتة في زمن الحرب لمقاطعة شانشي، وتمت إعادة تسمية الموقع باسم (KeNanPo)، مما يعني حرفيًا «التغلب على المعاناة». عادت جامعة شانشي أخيرًا إلى تاييوان في عام 1946، بعد انتصار الصين على اليابان في الحرب العالمية الثانية.

### أواخر القرن العشرين
في عام 1952، بأمر من وزارة التعليم في جمهورية الصين الشعبية، تم دمج قسم الفنون الحرة وقسم العلوم لتشكيل كلية شانشي العادية، وتم دمج كلية الحقوق في جامعة رينمين الصينية في بكين. وتم تفكيك قسم الهندسة، وتم استيعاب الأجزاء في جامعة بكين للعلوم والتكنولوجيا، وجامعة نورث وسترن للفنون التطبيقية، وجامعة تايوان للتكنولوجيا. في عام 1959، أعيد بناء جامعة شانشي في شارع وواتشا في مدينة تاييوان. بحلول عام 1998، كانت جامعة شانشي تعتبر الجامعة الرئيسية في مقاطعة شانشي.

### أوائل القرن الحادي والعشرين - حتى الآن
في مايو 2005، تم إعادة تأسيس جامعة شانشي من قبل وزارة التعليم بالولاية والحكومة الشعبية لمقاطعة شانشي.
يتم إغلاق البوابة الغربية (البوابة الجديدة) للجامعة طوال العام باستثناء أيام قليلة عند الترحيب بالمسؤولين والطلاب الجدد.
منذ الفصل الدراسي الثاني لعام 2021، ظلت جامعة شانشي قيد الإغلاق باستمرار، في حين أن غالبية الجامعات في الصين قد تخلصت من وباء فيروس كورونا. ومع ذلك، يمكن للعديد من الطلاب غير المحليين الدخول والخروج من الحرم الجامعي بحرية.

## أكاديميون
تقدم الجامعة دراسات تغطي مجالات الفلسفة والقانون والتعليم والفنون الحرة والتاريخ والعلوم والهندسة والعلوم الطبية والإدارة للطلاب المحليين والدوليين الذين يسعون للحصول على درجات البكالوريوس أو الماجستير أو الدكتوراه.

## الوحدات الأكاديمية
وفقًا لمعلومات الموقع الرسمي للجامعة التي تم عرضها في يوليو 2016، يوجد في جامعة شانشي 27 كلية (أقسام)، بالإضافة إلى كلية مستقلة واحدة، ومدرسة للتعليم المستمر، ومدرسة لتبادل الخبرات الاكاديمية على المستوى الدولي. تضم الجامعة اقسام في الفلسفة والاقتصاد والقانون والتعليم والأدب، التاريخ والعلوم والهندسة والزراعة والطب والإدارة والفنون و 91 تخصصًا جامعيًا اوليا، وتخصصات مزدوجة.
- الكلية المدنية
- كلية الفنون الحرة
- كلية التاريخ والثقافة
- كلية الفلسفة وعلم الاجتماع
- كلية السياسة والإدارة العامة
- كلية اللغات الأجنبية
- كلية العلوم التربوية
- كلية الاقتصاد والإدارة
- كلية الحقوق
- كلية العلوم الرياضية
- كلية الحاسبات وتكنولوجيا المعلومات
- كلية الفيزياء والهندسة الإلكترونية
- كلية الكيمياء والهندسة الكيميائية
- كلية علوم الحياة
- كلية البيئة والموارد
- كلية التربية الرياضية
- مدرسة الموسيقى
- أكاديمية الفنون الجميلة
- مدرسة التعليم المستمر
- الكلية الدولية
- قسم الهندسة البيئية - كلية البرمجة
- قسم هندسة المعلومات الإلكترونية
- قسم الأتمتة
- قسم الإدارة الهندسية
- قسم الهندسة الكهربائية
- قسم هندسة الطاقة
- قسم الهندسة المدنية

## روابط خارجية
- الدراسة في شانشي، الصين. نسخة محفوظة 15 مارس 2018 على موقع واي باك مشين. مرحبا بكم في جامعة شانشي نسخة محفوظة 15 مارس 2018 على موقع واي باك مشين.
- الموقع الرسمي لجامعة شانشي